# Ju Dzseszok
Ju Dzseszok (koreaiul: 유재석, népszerű átírással Yoo Jae-seok; 1972. augusztus 14.–) dél-koreai televíziós műsorvezető, színész, komikus. A legnépszerűbb koreai televíziós személyiségnek tartják, a beceneve „a nemzet műsorvezetője”. Az általa vezetett műsorok nézettsége jobb az átlagnál, a tévécsatornák és a nézők között is igen népszerű művész. Legismertebb műsorai közé tartozik a Running Man, az Infinite Challenge és a Family Outing. Gyakran kérik fel szereplésre videóklipekben. Szellemes megjegyzéseiről, sokoldalúságáról és szerénységéről ismert, ami tovább növelte népszerűségét.

## Élete és pályafutása
1991-ben lépett először a kamerák elé, a KBS televízió egyik programjában, ahol szöcskének kellett öltöznie, így ragadt rá a Szöcske becenév. Pályafutása kezdetén főként hírműsorokban riporterkedett, ahol gyakran dadogott, illetve hibázott. Később lehetőséget kapott a műsorvezetésre is, először vendég műsorvezetőként, önálló műsort 1999-ben vezethetett először.
Ju azóta Dél-Korea egyik legnevesebb televíziós személyiségévé vált és széles körben az ország legjobb műsorvezetőjeként tartják számon, a hallyu-hírességek között is szerepel.
2011-ben I Dzsok énekessel közösen az Infinite Challenge műsor kedvéért popduót hozott létre Sagging Snail („petyhüdt csiga”) néven, a duónak 2012-ben Room Nallari címmel is jelent meg kislemeze.
Ju Dzseszok 2008-ban feleségül vette a hírbemondó Na Gjongunt, 2010-ben a párnak kisfia született, 2018-ban pedig egy kislánya.

## Műsorai
Futó
- tvN: You Quiz on the Block Season 3 (유 퀴즈 온 더 블럭; 2020–)
- MBC: Hangout with Yoo (놀면 뭐하니?; 2019–)
- KBS2: Happy Together Season 4 (해피 투게더 시즌3, Hephi Thugedo szidzsun 3; 2018–)
- SBS: Irjoiri csotha – Running Man (일요일이 좋다 – 런닝맨, Iljoiri Csohta – Ronningmen; 2010. július 10.–)

Korábbi
- Netflix: Megvagy! (Busted!, 2018–2019)
- SBS: Irjoiri csotha – Family Outing (일요일이 좋다 – 패밀리가 떴다, Iljoiri Csohta – Phemilriga Ttottta; 2008. június 15. – 2010. február 14.)
- SBS: Good Sunday – Miracle Contestant (일요일이 좋다 – 기적의 승부사, Iljoiri Csohta – Kidzsogi Szungbusza; 2007. november 11. – 2008. február 3.)
- SBS: Good Sunday – Old TV (일요일이 좋다 – 옛날TV, Iljoiri Csohta – Jetnal TV; 2007. június 17. – 2007. november 4.)
- SBS: Good Sunday – Haja Go! (Let's Do It!) (일요일이 좋다 – 하자고!, Iljoiri Csohta – Hadzsago!;  2007. április 15. – 2007. június 10.)
- SBS: Yoo Jae-Seok's Truth Game (유재석의 진실 게임; Ju Dzseszogi Csinszil Keim; 2005 – 2007)
- MBC: Infinite Challenge (무한도전, Muhan dodzson; 2005. április 23.– 2018)
- SBS: Real Situation Saturday/Good Sunday – X-Man (실제상황! 토요일/일요일이 좋다 – X맨; Szilcseszanghvang! Thojoil/Iljoiri Csohta – Xmen 2003. november 8. – 2006. október 29.)
- KBS2: Happy Together Friends (해피 투게더 프렌즈; Hephi Thugedo Phurendzsu; 2005. május 5. – 2007. június 21.)
- SBS: Good Sunday – New X-Man (일요일이 좋다 – 뉴 X맨; Iljoiri Csohta – Nju Xmen;  2006. november 5.  2007. április 8.)
- KBS2: Happy Together – Tray Singing Room (Karaoke) (해피 투게더 – 쟁반 노래방; Hephi Thugedo – Csengban Norebang; 2004 – 2005)
- MBC: Yoo Jae-seok & Kim Won-Hee's Come to Play (유재석 김원희의 놀러와, Ju Dzseszok Kim Vonhii nolrova; 2004–2012)
- KBS: Dangerous Invitation (위험한 초대; Ühomhan Cshode; 2003)
- MBC: ! Exclamation Mark – Read a Book! Book! Book! (!느낌표 – 책!책!책을 읽읍시다!; !Nukkimphjo – Cshek! Cshek! Cshegul ilkupszida!)
- KBS2: Super TV Enjoy Sunday – Host Big Match (슈퍼TV 일요일은 즐거워 – MC 대격돌; SzjuphoTV Iljoirun Csulkovo – MC Tekjoktol)
- MBC: Achievable Saturday – Star Survival Donggeodongrak (Live and Fun Together) (목표달성 토요일 – 스타 서바이벌 동거동락; Mokphjodalszong Thojoil – Szutha Szobaibol Tonggodongrak; 2000–2001)